# 纪如竹
纪如竹（学名：Hsuehochloa calcarea）一种分布于中国贵州省南部荔波县境内的石灰岩山区的藤本竹类，是纪如竹属（Hsuehochloa）的模式种。

## 分类变动
本种原被归入悬竹属（Ampelocalamus），称为贵州悬竹。2018年研究人员基于分子系统学研究结果，以及对形态特征，以及生境的比较观察和分析，认定本种为青篱竹族藤本竹类一个独特的新属——纪如竹属，属名源自著名竹子专家、林学家，西南林业大学已故的薛纪如教授，以感谢其对中国西南竹子研究做出的开拓性贡献。

## 形态特征
纪如竹秆较细小，可呈匍匐状，箨环不显著，分枝（1）3-7、近等粗、无主枝，叶片革质。具小花5朵，雄蕊3枚，花药紫色。